# Julio Muñoz Ramonet
Julio Muñoz Ramonet (ur. 1912, zm. 1991 w Szwajcarii) – gubernator Katalonii, biznesmen, kolekcjoner sztuki.
W 1934 roku podczas walk niepodległościowych w Katalonii, jako jej gubernator, stał po stronie rządu w Madrycie. Sympatyzował z reżimem generała Franco, współpracował z Rafaelem Trujillem
Jako biznesmen zajmował się przemysłem tekstylnym; stworzył firmy El Aguila, El Siglo, Sociedad de Navegación Muñoz, Comar y Compañía Internacional del Corcho. Wielkiego majątku dorobił się na czarnym rynku bawełny i spekulacjach na rynku nieruchomości. Zajmował się sektorem bankowym; w Szwajcarii założył dwa banki: Spar und Kredit i Genevoise de Commerce et Crédit. Prowadził interesy w Japonii, Tajlandii, Szwajcarii na Filipinach i Kubie. Zatrudniał około 45 tys. pracowników. W 1986 roku został oskarżony o oszustwa podatkowe i fałszerstwa związane z jego Międzynarodową Firmą Ubezpieczeniową. Ramonet uciekł do Szwajcarii; zamieszkał w Bad Ragaz, gdzie pozostał do śmierci.
Ramoent ożenił się z Carmen Villalonga (córką Ignacio Villalonga), z którą miał cztery córki: Helen, Carmen, Isabel i Alejandrę.

## Kolekcja dzieł
Ramonet zgromadził kolekcję liczącą ponad 500 obrazów w tym dzieła Goi, El Greca, Rembrandta, Moneta, 50 ołtarzy i pięć dużych gobelinów. Część zbiorów stanowiła dawna kolekcja Rómulo Bosch Catarineu, którą milioner zakupił w 1950 roku. Po śmierci Muñoza w 1991 roku zbiory stały się przyczyną sporów sądowych o prawo do ich dziedziczenia. W 1995 roku założono fundację sprawującą pieczę nad kolekcją. W 2013 roku sąd zdecydował, iż około trzysta prac zostanie przekazanych władzom miasta Barcelony, które zostało ustanowione kustoszem kolekcji. W 1987 roku sporządzono listę dziewiętnastu najcenniejszych dzieł, których wartość szacowano na 13 mln dolarów.
25 lipca 2013 roku do pałacu Muntaner, rezydencji Julio Muñoza Ramoneta w Barcelonie, wkroczyła policja by zabezpieczyć kolekcje dzieł sztuki zebrane przez przemysłowca. Po wkroczeniu policji stwierdzono, że wiele z tych dzieł zniknęło, pozostały jedynie tabliczki na ścianach, w miejscu gdzie owe dzieła wisiały. Stwierdzono obecność zaledwie 300 obrazów. Zaginęły m.in. prace Goi (Virgen del Pilar) i El Greca (Zwiastowanie), które odnaleziono w 2011 roku u córki kolekcjonera Isabel Muñoz.